# Mouvement radical, social et libéral
Den radikale, sociale og liberale Bevægelse (fransk: Mouvement radical, social et libéral (MRSL)) eller Den radikale Bevægelse (fransk: Mouvement radical (MR)) var et socialliberalt fransk midterparti, der blev stiftet den 9. december 2017, og som gik i opløsning efter det franske parlamentsvalg i 2022.
Partiet var sammenslutning af Det républikanske, radikale og radikal-socialistiske Parti (senere kendt som Parti radical valoisien), der blev oprettet i 1901, (gennem mange år var Parti radical valoisien Frankrigs ældste parti), og Det radikale Venstreparti (PRG), der blev oprettet i 1972.
Siden 1972 har Det radikale Venstreparti været et centrum-venstre parti, der ofte, men ikke altid, har samarbejdet med Socialistpartiet. I den samme periode har Parti radical valoisien deltaget i skiftende koalitioner af centrum-højre partier.
Den radikale Bevægelse havde to formænd. Den ene medformand er Sylvia Pinel, der blev formand for Det radikale Venstreparti i februar 2016. Den anden medformand er Laurent Hénart, der blev formand for Parti radical valoisien i juli 2014.
Sylvia Pinel trak sig som medformand 8. februar 2019. Dagen efter (9. februar 2019) blev hun talsperson for det genoprettede Radikale Venstreparti (PRG).
I 2021 meddelte Laurent Hénart, at Den Radikale Bevægelse (MR) igen skulle være Det radikale Parti (RAD). Inden præsident- og parlamentsvalgene i 2022 tilsluttede Det Radikale Parti sig valgalliancen Borgere Sammen, der støttede præsident Emmanuel Macrons genvalg.